# Algensalmler
Die Algensalmler oder Raspelzahnsalmler (Parodontidae; zu griechisch par „gleich“, „entsprechend“, und odon „Zahn“) sind eine Familie südamerikanischer Salmler (Characiformes). Ihr Verbreitungsgebiet reicht vom östlichen Panama über weite Teile Südamerikas bis zum Río de la Plata. Sie fehlen in einigen küstennahen Flusssystemen, in Patagonien und im Hauptstrom des Amazonas. 

## Merkmale
Algensalmler werden 4 bis 15 Zentimeter lang. Ihr Körper ist langgestreckt und spindel- oder bleistiftförmig. Das Maul ist endständig, die Oberlippe ist wenig entwickelt oder fehlt. Auf dem Prämaxillare (Vorderteil des Oberkiefers) tragen die Fische vier (seltener zwei) spatenförmige Zähne mit geraden Schnittkanten. Das Prämaxillare ist vergrößert und sehr beweglich. Einige Arten haben auch auf dem Maxillare und im Unterkiefer Zähne. Insgesamt sind das unterständige Maul und die mit breiten, vielspitzigen Raspelzähnen ausgestattete Bezahnung der meist Gebirgsflüsse bewohnenden Familie stark an das Abschaben des Algenaufwuchses auf Felsen und Steinen angepasst. Sie haben 35 bis 41 Wirbel und 34 bis 43 Schuppen entlang des Seitenlinienorgans.
Die Familie wurde früher als Unterfamilie zu den Keulensalmlern (Hemiodontidae) bzw. Hemiodidae gezählt.

## Gattungen und Arten
Es gibt 3 Gattungen und 29 Arten:

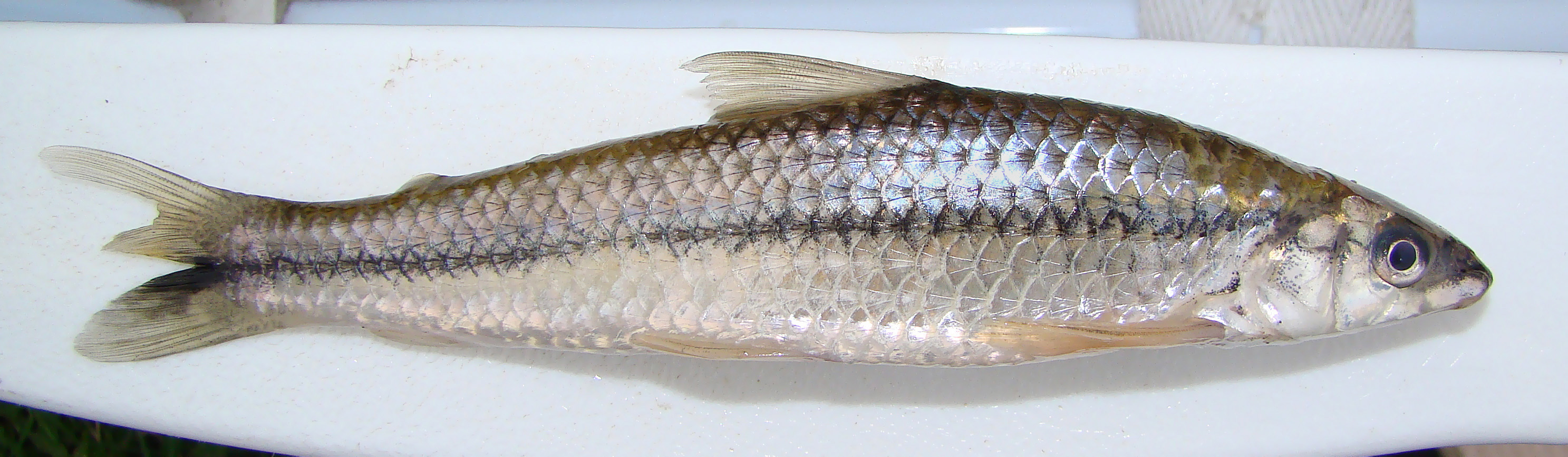
Apareiodon affinis

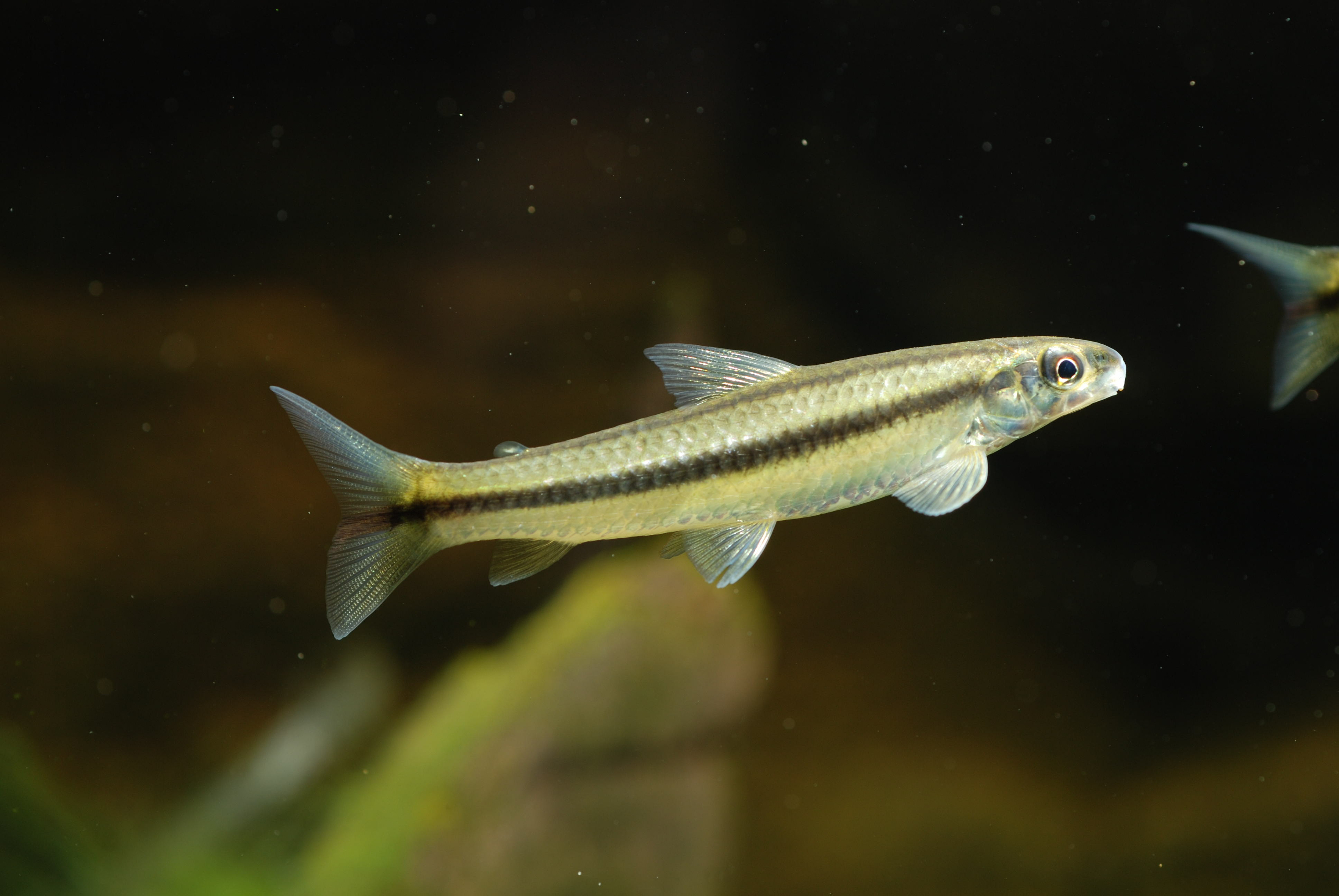
Apareiodon hasemani

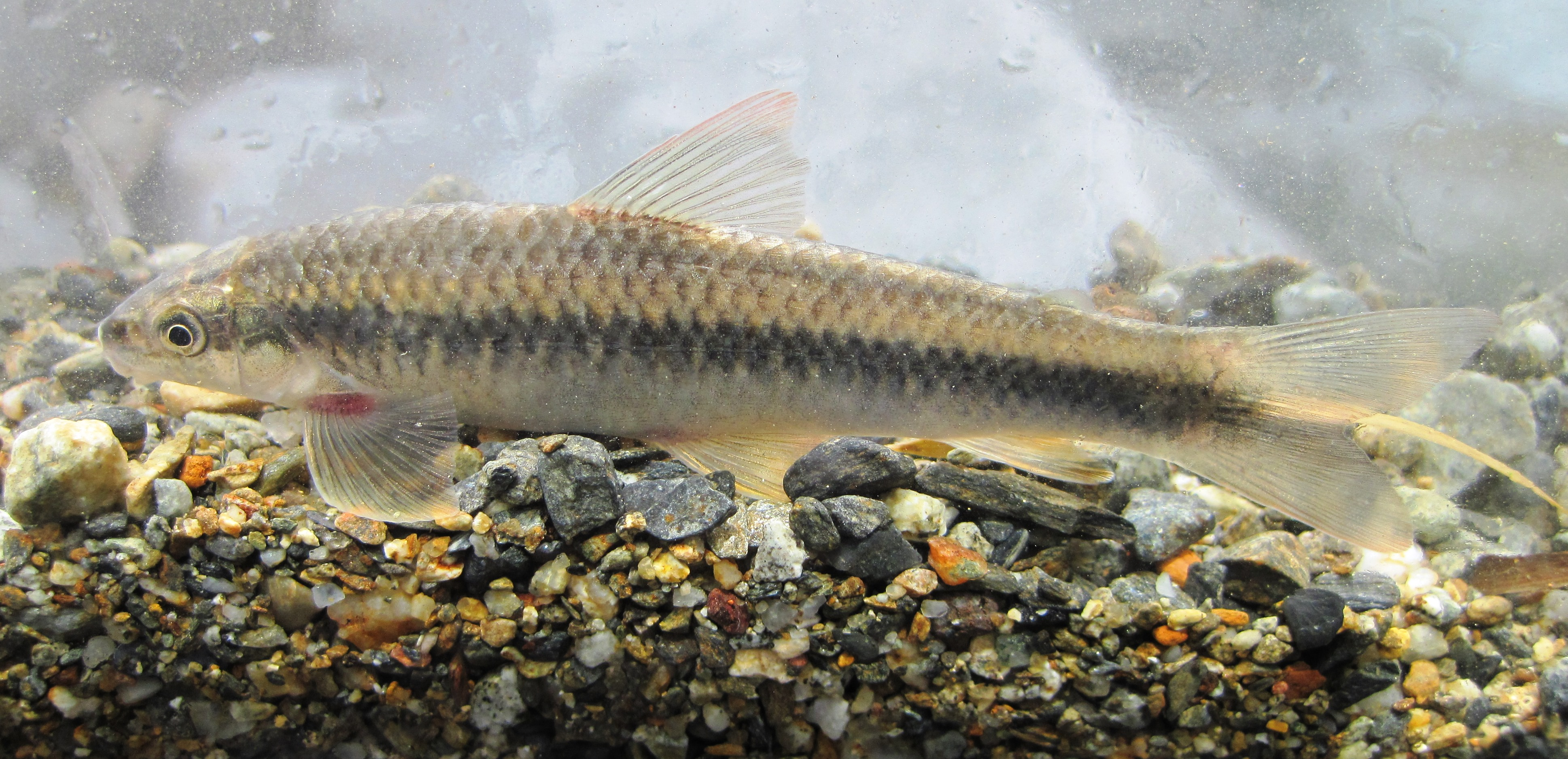
Parodon suborbitalis

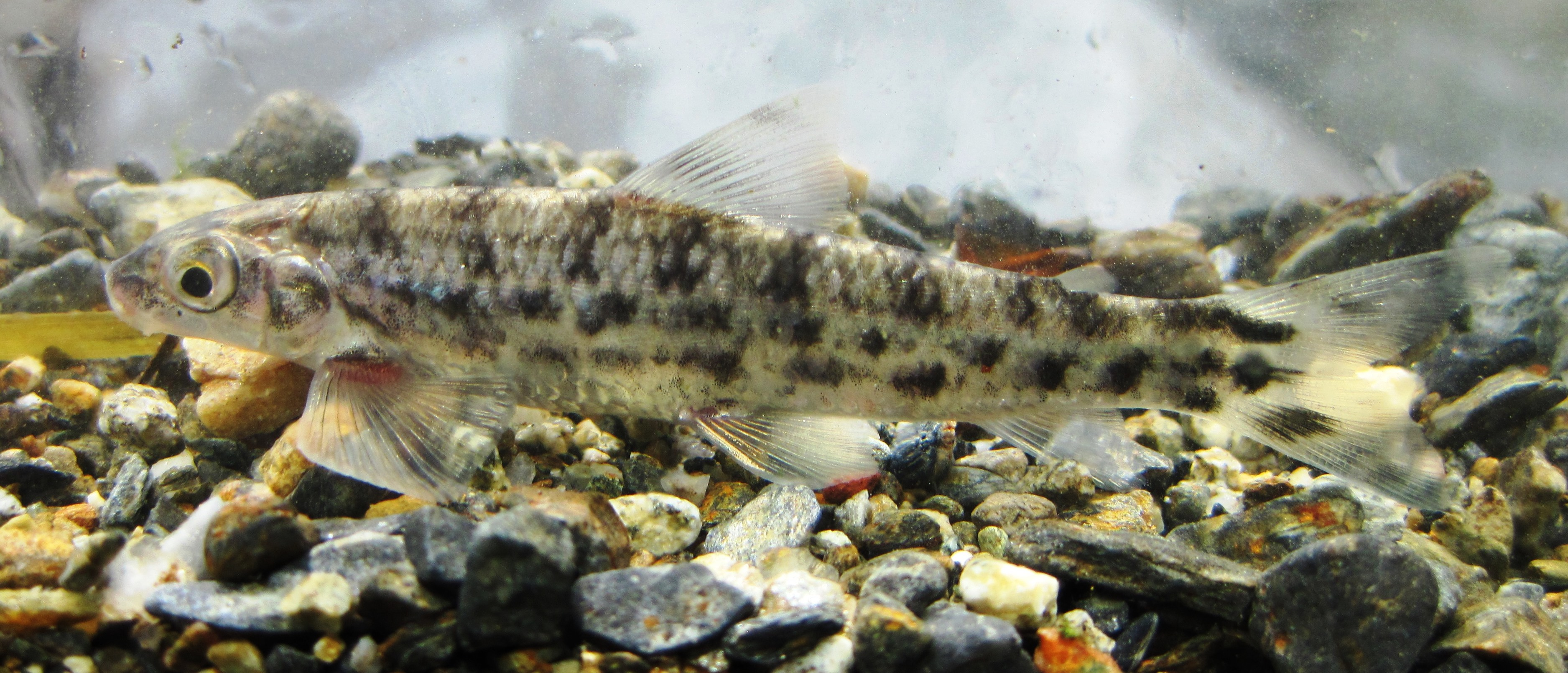
Saccodon dariensis

- Gattung Apareiodon Eigenmann, 1916
  - Apareiodon affinis (Steindachner, 1879)
  - Apareiodon argenteus Pavanelli & Britski, 2003
  - Apareiodon cavalcante Pavanelli & Britski, 2003
  - Apareiodon davisi Fowler, 1941
  - Apareiodon gransabana Starnes & Schindler, 1993
  - Apareiodon hasemani Eigenmann, 1916
  - Apareiodon ibitiensis Amaral Campos, 1944
  - Apareiodon itapicuruensis Eigenmann & Henn, 1916
  - Apareiodon machrisi Travassos, 1957
  - Apareiodon orinocensis Bonilla, Machado-Allison, Silvera, Chernoff, López & Lasso, 1999
  - Apareiodon piracicabae (Eigenmann, 1907)
  - Apareiodon tigrinus Pavanelli & Britski, 2003
  - Apareiodon vittatus Garavello, 1977
  - Apareiodon vladii Pavanelli, 2006
- Gattung Parodon Valenciennes in Cuvier & Valenciennes, 1849
  - Parodon apolinari Myers, 1930
  - Parodon bifasciatus Eigenmann, 1912
  - Parodon buckleyi Boulenger, 1887
  - Parodon caliensis Boulenger, 1895
  - Parodon carrikeri Fowler, 1940
  - Parodon guyanensis Géry, 1959
  - Parodon hilarii Reinhardt, 1867
  - Parodon moreirai Ingenito & Buckup, 2005
  - Parodon nasus Kner, 1859
  - Parodon pongoensis (Allen, 1942)
  - Parodon suborbitalis Valenciennes, 1850
  - Parodon tortuosus Eigenmann & Norris, 1900
- Gattung Saccodon Kner, 1863
  - Saccodon dariensis (Meek & Hildebrand, 1913)
  - Saccodon terminalis (Eigenmann & Henn, 1914)
  - Saccodon wagneri Kner, 1863